# Alincourt
Alincourt è un comune della Francia di 161 abitanti situato nel dipartimento delle Ardenne nella regione del Grand Est.

## Società

### Evoluzione demografica
Abitanti censiti